# چارلز دبلیو. توبی
چارلز دبلیو. توبی (به انگلیسی: Charles W. Tobey) سناتور سابق عضو حزب جمهوری‌خواه ایالات متحده آمریکا بود. وی در سال ۱۹۳۹ تا ۱۹۵۳ میلادی سناتور ایالت نیوهمپشایر در سنای ایالات متحده آمریکا بود.